# Prva hrvatska nogometna liga
Chorwacka Pierwsza Liga Piłkarska (chorw. Prva hrvatska nogometna liga albo w skrócie Prva HNL) – najwyższa w hierarchii klasa męskich ligowych rozgrywek piłkarskich w Chorwacji, będąca jednocześnie najwyższym szczeblem centralnym (I poziom ligowy), utworzona w 1991 roku i od samego początku zarządzana przez Chorwacki Związek Piłki Nożnej (HNS). Zmagania w jej ramach toczą się cyklicznie (co sezon) i przeznaczone są dla 10 najlepszych krajowych klubów piłkarskich. Jej triumfator zostaje Mistrzem Chorwacji, zaś najsłabsze drużyny są relegowane do Drugiej HNL (II ligi chorwackiej).

## Historia
Mistrzostwa Chorwacji w piłce nożnej rozgrywane są od 1912 roku. Od 1923 do 1991 chorwackie kluby uczestniczyły w mistrzostwach Jugosławii. Niejednokrotnie zmieniał się format rozgrywek. W 1991 roku po rozwiązaniu jugosłowiańskiej pierwszej ligi została założona Prva HNL. Pierwszy sezon startował w lutym 1992 i finiszował w czerwcu 1992. Potem rozgrywki toczone systemem jesień-wiosna.

## System rozgrywek
Obecny format ligi zakładający brak podziału na grupy i 3 koła obowiązuje od sezonu 1993/94.
Rozgrywki składają się z 36 kolejek spotkań rozgrywanych pomiędzy drużynami systemem kołowym. Każda para drużyn rozgrywa ze sobą cztery mecze – dwa w roli gospodarza, dwa jako goście. Od sezonu 2013/14 w lidze występuje 10 zespołów. W przeszłości liczba ta wynosiła od 12 do 22. Drużyna zwycięska za wygrany mecz otrzymuje 3 punkty (do sezonu 1993/94 2 punkty), 1 za remis oraz 0 za porażkę.
Zajęcie pierwszego miejsca po ostatniej kolejce spotkań oznacza zdobycie tytułu Mistrzów Chorwacji w piłce nożnej. Mistrz Chorwacji kwalifikuje się do eliminacji Ligi Mistrzów UEFA. Druga oraz trzecia drużyna zdobywają możliwość gry w Lidze Europy UEFA. Również zwycięzca Pucharu Chorwacji startuje w eliminacjach do Ligi Europy lub, w przypadku, w którym zdobywca krajowego pucharu zajmie pierwsze miejsce w lidze – możliwość gry w eliminacjach do Ligi Europy otrzymuje również czwarta drużyna klasyfikacji końcowej. Zajęcie ostatniego miejsca wiąże się ze spadkiem drużyny do Drugiej HNL. Przedostatnia drużyna walczy w barażach play-off z drugą drużyną Drugiej HNL o utrzymanie w najwyższej lidze.
W przypadku zdobycia tej samej liczby punktów, klasyfikacja końcowa ustalana jest w oparciu o wynik dwumeczu pomiędzy drużynami, w następnej kolejności w przypadku remisu – różnicą bramek w pojedynku bezpośrednim, następnie ogólnym bilansem bramkowym osiągniętym w sezonie, większą liczbą bramek zdobytych oraz w ostateczności losowaniem.

## Skład ligi w sezonie 2025/26
| Uczestnicy poprzedniej edycji | Uczestnicy poprzedniej edycji | Uczestnicy poprzedniej edycji | Uczestnicy poprzedniej edycji |
| --- | ----------------------------- | ----------------------------- | ----------------------------- |
| RIJ | HNK Rijeka                    | Rijeka                        | 1                             |
| DIN | Dinamo Zagrzeb                | Zagrzeb                       | 2                             |
| HAJ | Hajduk Split                  | Split                         | 3                             |
| VAR | NK Varaždin                   | Varaždin                      | 4                             |
| SLA | Slaven Belupo                 | Koprivnica                    | 5                             |
| IST | Istra 1961                    | Pula                          | 6                             |
| OSI | NK Osijek                     | Osijek                        | 7                             |
| LOK | Lokomotiva Zagrzeb            | Zagrzeb                       | 8                             |
| NKG | HNK Gorica                    | Velika Gorica                 | 9                             |
| Spadek z 1. HNL 2024/25 |                               |                               |                               |
| ŠIB | HNK Šibenik                   | Szybenik                      | 10                            |
| Awans z 2. HNL 2024/25 |                               |                               |                               |
| VUK | Vukovar 1991                  | Vukovar                       | 1                             |
| Oznaczenia: - kolumna pierwsza – skróty nazw drużyn, - kolumna trzecia – siedziba klubu, - kolumna czwarta – miejsce zajęte w poprzednim sezonie. |                               |                               |                               |

## Statystyka

### Tabela medalowa
Mistrzostwo Chorwacji zostało do tej pory zdobyte przez 4 różne drużyny.
Stan po zakończeniu sezonu 2024/2025.
| Lp. | Klub                         | Miejsca na podium | Miejsca na podium | Miejsca na podium | Zwycięskie sezony                                 |   |   | |
| --- | ---------------------------- | ----------------- | ----------------- | ----------------- | ------------------------------------------------- | - | - | --- |
| Lp. | Klub                         | 1.                | Dinamo Zagrzeb    | 25                | Zwycięskie sezony                                 | 5 | 2 | 1992/93, 1995/96, 1996/97, 1997/98, 1998/99, 1999/00, 2002/03, 2005/06, 2006/07, 2007/08, 2008/09, 2009/10, 2010/11, 2011/12, 2012/13, 2013/14, 2014/15, 2015/16, 2017/18, 2018/19, 2019/20, 2020/21, 2021/22, 2022/23, 2023/24 |
| 2.  | Hajduk Split                 | 6                 | 14                | 8                 | 1992, 1993/94, 1994/95, 2000/01, 2003/04, 2004/05 |   |   | |
| 3.  | HNK Rijeka                   | 2                 | 8                 | 5                 | 2016/17, 2024/25                                  |   |   | |
| 4.  | NK Zagrzeb                   | 1                 | 2                 | 3                 | 2001/02                                           |   |   | |
| 5.  | Lokomotiva Zagrzeb           | 0                 | 2                 | 0                 |                                                   |   |   | |
| 6.  | NK Osijek                    | 0                 | 1                 | 9                 |                                                   |   |   | |
| 7.  | Slaven Belupo Koprivnica     | 0                 | 1                 | 1                 |                                                   |   |   | |
| 8.  | Inter Zaprešić               | 0                 | 1                 | 0                 |                                                   |   |   | |
| 9.  | Varteks Varaždin             | 0                 | 0                 | 3                 |                                                   |   |   | |
| 10. | Cibalia Vinkovci             | 0                 | 0                 | 1                 |                                                   |   |   | |
| 10. | Hrvatski Dragovoljac Zagrzeb | 0                 | 0                 | 1                 |                                                   |   |   | |
| 10. | RNK Split                    | 0                 | 0                 | 1                 |                                                   |   |   | |